# Vila Garcia (Amarante)

Lage der ehemaligen Gemeinde im Kreis Amarante bis September 2013

Vila Garcia ist ein Ort und eine ehemalige Gemeinde im Nordwesten Portugals.

## Geschichte
Mindestens seit dem 16. Jahrhundert besteht das Herrenhaus und Landgut Solar de Vila Garcia. Es steht heute ebenso unter Denkmalschutz wie die Gemeindekirche Igreja Paroquial de Vila Garcia aus dem 18. Jh. In den Registern von 1758 wird Vila Garcia als bereits länger eigenständige Gemeinde geführt.
Im Zuge der Gebietsreform 2013 wurde die Gemeinde Vila Garcia aufgelöst und mit Chapa und Aboim zu einer neuen Gemeinde zusammengefasst.

## Verwaltung
Vila Garcia war Sitz einer eigenständigen Gemeinde (Freguesia) im Kreis (Concelho) von Amarante im Distrikt Porto. Die Gemeinde hatte eine Fläche von 3,6 km² und 803 Einwohner (Stand 30. Juni 2011).
Mit der Administrativen Neuordnung in Portugal wurden am 29. September 2013 die Gemeinden Vila Garcia, Chapa und Aboim zur neuen Gemeinde União das Freguesias de Vila Garcia, Aboim e Chapa zusammengefasst. Vila Garcia ist seither Sitz dieser neu gebildeten Gemeinde.

## Söhne und Töchter der Stadt
- António Pinto (* 1966), olympischer Leichtathlet